# Harrison Foley
Harrison Foley – australijski zapaśnik walczący w stylu wolnym. Brązowy medalista mistrzostw Oceanii w 2011 i mistrz Oceanii juniorów w 2011 roku.